# Fairmont (Oklahoma)
Fairmont és un poble dels Estats Units a l'estat d'Oklahoma. Segons el cens del 2000 tenia 147 habitants.

## Demografia
Segons el cens del 2000, Fairmont tenia 147 habitants, 58 habitatges, i 41 famílies. La densitat de població era de 202,7 habitants per km².
Dels 58 habitatges en un 29,3% hi vivien nens de menys de 18 anys, en un 67,2% hi vivien parelles casades, en un 3,4% dones solteres, i en un 29,3% no eren unitats familiars. En el 29,3% dels habitatges hi vivien persones soles el 15,5% de les quals corresponia a persones de 65 anys o més que vivien soles. El nombre mitjà de persones vivint en cada habitatge era de 2,53 i el nombre mitjà de persones que vivien en cada família era de 3,12.
Per edats la població es repartia de la següent manera: un 25,2% tenia menys de 18 anys, un 6,8% entre 18 i 24, un 29,3% entre 25 i 44, un 24,5% de 45 a 60 i un 14,3% 65 anys o més.
L'edat mediana era de 38 anys. Per cada 100 dones de 18 o més anys hi havia 86,4 homes.
La renda mediana per habitatge era de 39.375 $ i la renda mediana per família de 43.750 $. Els homes tenien una renda mediana de 31.750 $ mentre que les dones 25.417 $. La renda per capita de la població era de 18.111 $. Entorn del 9,5% de les famílies i el 5,8% de la població estaven per davall del llindar de pobresa.

## Poblacions més properes
El següent diagrama mostra les poblacions més properes.